# South Hill (Anguilla)
South Hill – miejscowość i dystrykt na Anguilli – brytyjskim terytorium zamorskim na Karaibach. W 2001 roku liczyła 1 495 mieszkańców.